# Shijiazhuang (köpinghuvudort i Kina, Shanxi Sheng, lat 38,58, long 112,02)
Shijiazhuang är en köpinghuvudort i Kina. Den ligger i provinsen Shanxi, i den norra delen av landet, omkring 92 kilometer nordväst om provinshuvudstaden Taiyuan. Antalet invånare är 3 731. Befolkningen består av 1 703 kvinnor och 2 028 män. Barn under 15 år utgör 16,0 %, vuxna 15-64 år 72 %, och äldre över 65 år 11,0 %.
Runt Shijiazhuang är det ganska tätbefolkat, med 80 invånare per kvadratkilometer. Närmaste större samhälle är Huabeitun, 15,6 km nordost om Shijiazhuang. Trakten runt Shijiazhuang består i huvudsak av gräsmarker.
Genomsnittlig årsnederbörd är 613 millimeter. Den regnigaste månaden är juli, med i genomsnitt 191 mm nederbörd, och den torraste är januari, med 2 mm nederbörd.